# Filmhuis Cinode
Filmhuis Cinode was een filmhuis in Dordrecht. Lange tijd was het met zijn tachtig stoelen de enige filmzaal in Dordrecht, sinds in 2006 JT Bioscopen de deuren sloot. Dat is opmerkelijk, gezien er in Dordrecht bijna 120.000 mensen wonen. Het filmhuis was gevestigd in een aanbouw van de Dordtse Schouwburg Kunstmin, en werd door hetzelfde bestuur geleid. De opening vond plaats in 1994. 
In mei 2012 heeft Cinode de deuren gesloten, omdat het nieuwe Dordtse filmtheater zou worden geopend, waar Cinode in opging. Toch duurde het nog tot september 2013 tot er weer een filmzaal in Dordrecht was. De nieuwe bioscoop The Movies wordt geëxploiteerd door de mensen achter het gelijknamige Amsterdamse filmhuis, en heeft naast het filmhuis-karakter van Cinode ook de mogelijkheid grote (première)films te draaien. Inmiddels is het oude Cinode gesloopt. In 2016 kreeg Dordrecht er ook nog een nieuw gebouwde vestiging bij van de internationale keten Kinepolis, met 1200 zitplaatsen in zes zalen.